# Баргойд
Барго̀йд (на уелски: Bargoed) е град в Южен Уелс, графство Карфили. Разположен е около десния бряг на река Римни на около 20 km на север от централната част на столицата Кардиф. Срещу него на левия бряг на река Римни е град Абербаргойд. Има обща жп гара с град Абербаргойд. Добив на каменни въглища до 1980 г. Населението му е 13 721 жители според данни от преброяването през 2001 г.

## Личности
Родени
- Дорис Хеър (1905–2000), уелска киноактриса